# 1688 км (платформа)
Старая Кудеевка (бывшая станция 1688 киломе́тр) — остановочный пункт / пассажирская платформа Башкирскиго региона (ранее Башкирского отделения) Куйбышевской железной дороги. Находится в деревне Старая Кудеевка Надеждинского сельсовета Иглинского района Республики Башкортостан.
Старая Кудеевка возникла как населённый пункт железнодорожников Железнодорожная будка 1688 километр. Своё современное название деревня получила 10 сентября 2007 года.
Остановочный пункт 1688 км расположен на двухпутном электрифицированном участке железной дороги между станциями Кудеевка и Урман. Состоит из двух прямых боковых платформ, расположенных друг напротив друга.
Своё официальное название остановочный пункт 1688 километр получил по расстоянию от Казанского вокзала Москвы (линия Транссиба через Рязань, Рузаевку, Самару, Уфу, Златоуст, Миасс, Челябинск). На части топографических карт и в некоторых атласах остановочный пункт имеет одноимённое название с населённым пунктом, в котором он расположен.
К северу от остановочного пункта располагаются садоводческие товарищества СНТ «Агидель-22», СНТ «Лесная поляна» ЖБЗ-1, СНТ Сад № 4 «Химпром», также к северу на расстоянии около одного километра от платформы находятся деревни Булан-Турган и Ивановка.
Непосредственно возле остановочного пункта к северу от железнодорожного полотна расположена тяговая подстанция «Кудеевка».

## Расписание электропоездов
На 1688 километре останавливается большинство проходящих через него электропоездов. По состоянию на октябрь 2017 года — 6 пар пригородных поездов в сутки.
- Расписание пригородных поездов. Яндекс.Расписания.